# Lublin R-XIII
Lublin R-XIII là một loại máy bay thám sát và liên lạc hiệp đồng tác chiến với lục quân, thiết kế vào đầu thập niên 1930 tại nhà máy Plage i Laśkiewicz ở Lublin. Nó là máy bay hiệp đồng tác chiến với lục quân chính trong cuộc xâm lược Ba Lan. Biến thể Lublin R-XIV là một máy bay huấn luyện quân sự.

## Biến thể
- R-XIII
- R-XIIIA
- R-XIIIB
- R-XIIIC
- R-XIIID
- R-XIIIE
- R-XIIIF
- R-XIII bis/hydro
- R-XIII ter/hydro
- R-XIIIG
- R-XIIIDr
- R-XIIIt
- R-XIV
- R-XV
- R-XIX
- R-XXIII

## Quốc gia sử dụng
Ba Lan
- Không quân Ba Lan

 România
- Không quân Hoàng gia Romania

## Tính năng kỹ chiến thuật (R-XIIID)
Đặc điểm tổng quát
- Kíp lái: 2
- Chiều dài: 8,5 m ()
- Sải cánh: 13,2 m ()
- Chiều cao: 2,8 m ()
- Diện tích cánh: 24,50 m² ()
- Trọng lượng rỗng: 956 kg (2.108 lb)
- Trọng lượng có tải: 1.332 kg (2.930 lb)
- Động cơ: 1 × Wright Whirlwind J-5, 162 kW (220 hp)

 Hiệu suất bay 
- Vận tốc cực đại: 187 km/h
- Tầm bay: 600 km ()
- Trần bay: 4.300 m ()
- Vận tốc lên cao: 4,12 m/s ()
- Tải trên cánh: 54,36 kg/m² ()